# Consoante tênue
Em linguística, uma consoante tênue é uma obstruinte que não tem voz, não é aspirada e nem glotalizada. 
Em outras palavras, tem a fonação "simples" de [p, t, ts, tʃ, k] com um tempo de início de voz próximo a zero, como espanhol p, t, ch, k ou português p, t, c após s (pão, tato, carro).
Para a maioria dos idiomas, a distinção é relevante apenas para interrupções e africadas. No entanto, alguns idiomas têm séries análogas para fricativas. Mazahua, por exemplo, tem fricativas ejetivas, aspiradas e sonoras /s' sʰ z/ ao lado de tenuis /s/, paralelas às paradas /ɗ tʼ tʰ d/ ao lado de tenuis /t/.
Muitos idiomas de clique têm consoantes de clique tenuis ao lado de séries expressas, aspiradas e glotalizadas. 

## Transcrição
Na transcrição, consoantes tenuis não são normalmente marcadas explicitamente, e consoantes escritas com letras AFI surdas, como ⟨p, t, ts, tʃ, k⟩, são normalmente consideradas não aspiradas e não glotalizadas, a menos que indicado de outra forma. No entanto, a aspiração é muitas vezes deixada sem transcrever se nenhum contraste precisa ser feito, como em inglês, então há um diacrítico explícito para uma falta de aspiração nas extensões do AFI, um sinal de igual sobrescrito: ⟨p˭, t˭, ts ˭, tʃ˭, k˭⟩. Às vezes, é visto em descrições fonéticas de idiomas. Existem também línguas, como as línguas riuquianas do norte, cujo som fonologicamente não marcado é aspirado, e as consoantes tenuis são marcadas e transcritas explicitamente.
Em Unicode, o símbolo é codificado em U+02ED ˭ MODIFIER LETTER UNASPIRATED (HTML &#749;).
Uma convenção do AFI inicial era escrever os tenuis stops ⟨pᵇ, tᵈ, kᶢ⟩ etc. se as letras simples ⟨p, t, k⟩ fossem usadas para consoantes aspiradas (como são em inglês): [ˈpaɪ] 'torta' vs . [ˈSpᵇaɪ] 'espião'. 

## Etimologia
O termo tenuis vem de traduções latinas da gramática do grego antigo, que diferenciava três séries de consoantes, sonoras β δ γ /b d ɡ/, aspirado φ θ χ /pʰ tʰ kʰ/ e tenuis π τ κ /p˭ t˭ k˭/. Séries análogas ocorrem em muitos outros idiomas. O termo foi amplamente usado na filologia do século XIX mas tornou-se raro no século XX.